# Горска печурка
Горската печурка, наричана също кафява горска печурка или кървавочервена печурка (Agaricus silvaticus), е вид ядлива базидиева гъба от семейство Печуркови (Agaricaceae).

## Описание
Шапката достига 12 cm в диаметър. На форма отначало е полукълбовидна, а по-късно става изпъкнала и накрая плоска, понякога с малка гърбица. Покрита е с кафяви или червеникаво-кафяви влакнести люспи върху по-светъл кафеникав фон. Самата повърхност е суха, като при нараняване почервенява. Ръбът ѝ е изправен и леко провиснал. Пънчето достига височина 15 cm и е цилиндрично, с разширена основа напомняща на луковица, а понякога и слабо бухалковидно. В горната си част има ципесто пръстенче. На цвят е бяло до кафеникаво. Повърхността му е гладка над пръстенчето и влакнеста под него. В долната част се образуват люспици. При нараняване почервенява. Споровият прашец е черно-кафяв. Месото на гъбата е бяло, но при излагане на въздух почервенява, макар и по-слабо в долната част на пънчето. Има добри вкусови качества.

## Местообитание
Среща се често през лятото и есента, обикновено във вътрешността на иглолистни и широколистни гори. Расте поединично или на групи.